# هوناس واجنر

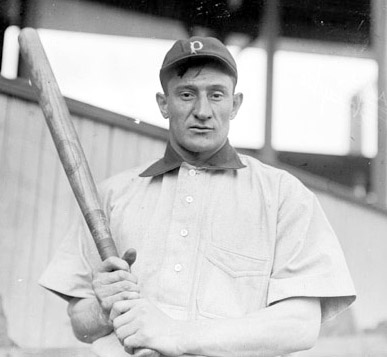
هوناس واجنر

جوهانز بيتر «هوناس» واجنر (/[invalid input: 'icon']ˈhɒnəs ˈwæɡnər/؛ 24 من فبراير 1874م – 6 من ديسمبر 1955م) الملقب باسم «الألماني الطائر» (The Flying Dutchman) نظرًا لسرعته الفائقة وتراثه الألماني (حيث يعد لفظ "Dutch" المذكور في هذا المثال تحريفًا لكلمة "Deutsch" التي تعني ألماني) كان لاعبًا يتمركز داخل الملعب بين القاعدة الثانية والثالثة أمريكي الجنسية في دوري كرة القاعدة الرئيس. شارك واجنر في الدوري الوطني في الفترة من عام 1897 إلى عام 1917، حيث لعب جميع أشواط الدوري تقريبًا في فريق بيتسبيرغ بايريتس. وقد فاز واجنر بثمانية ألقاب كأفضل مسدد في كرة القاعدة، وهو رقم لم يتحقق في تاريخ الدوري الوطني إلا من خلال توني جوين. كما أنه تصدَّر الدوري في نسبة الضربات المحرزة والبالغة ست مراتٍ، وفي الركض بنجاح إلى القاعدة التالية أثناء رمي الرامي الكرة إلى صفيحة الملعب، حيث نجح في ذلك خمس مرات.
وفي عام 1936، أدرجت قاعة مشاهير كرة القاعدة واجنر ضمن أول خمسة أعضاء. حيث حصل على ثاني أعلى مجموع أصواتٍ بعد تي كوب، وتعادلت الأصوات التي حصل عليها مع تلك التي حصل عليها بيب راث.
برغم أن كوب اشتهر بكونه أفضل لاعبي عصر الكرة الميت، إلا أن بعض معاصري واجنر يعتبرونه أفضل لاعبٍ متكاملٍ، كما يعتبره معظم مؤرخي لعبة كرة القاعدة أفضل لاعب يتمركز داخل الملعب بين القاعدة الثانية والثالثة على الإطلاق. كما وصفه كوب نفسه بالآتي «عساه أن يكون أفضل نجمٍ يستحق الحصول على الماسة.» كما يعد واجنر اللاعب المميَّز في إحدى أندر وأقيَم بطاقات كرة القاعدة في العالم.

## قائمة المصادر
- Hall of Fame Network: "Honus Wagner as Mona Lisa" http://www.hofmag.com/content/view/1038/30/
- Honus Wagner: A Biography, by Dennis DeValeria and Jeanne Burke DeValeria, Henry Holt and Company, New York, 1995.
- Hittner, Arthur D. Honus Wagner: The Life of Baseball's "Flying Dutchman." Jefferson, NC: McFarland, 1996 and 2003 (softcover). Winner of the 1996 Seymour Medal, awarded by the Society for American Baseball Research.
- Honus and Me by Dan Gutman

Honus and me by Dan Gutman fact and fiction section

## وصلات خارجية
- هوناس واجنر على موقع IMDb (الإنجليزية)
- هوناس واجنر على موقع الموسوعة البريطانية (الإنجليزية)
- هوناس واجنر على موقع إن إن دي بي (الإنجليزية)
- هوناس واجنر على موقع دوري كرة القاعدة الرئيسي (الإنجليزية)
- هوناس واجنر على موقعبيزبول رفرنس.كوم (الدوري الرئيسي) (الإنجليزية)
- هوناس واجنر على موقعبيزبول رفرنس.كوم (الدوري الثانوي) (الإنجليزية)
- هوناس واجنر على موقع جمعية أبحاث البيسبول الأمريكية (الإنجليزية)
- هوناس واجنر على موقع إي إس بي إن.كوم (أم.أل.بي) (الإنجليزية)
- هوناس واجنر على موقع مشجعي الرسوم البيانية (الإنجليزية)
- هوناس واجنر على موقع قاعة مشاهير كرة القاعدة (الإنجليزية)

- The T206 Collection - The Players & Their Stories
- Honus Wagner's Obit - The New York Times, Tuesday, December 6, 1955
- Honus-Wagner.org